# Igor Kobzar
Igor Andreyevich Kobzar (13 de abril de 1991) é um voleibolista profissional russo.

## Carreira
Igor Kobzar é membro da seleção russa de voleibol masculino. Em 2016, representou seu país nos Jogos Olímpicos de Verão no Rio de Janeiro, que ficou em quarto lugar.